# Vương Gia Thắng
Vương Gia Thắng (tiếng Trung: 王家胜; sinh tháng 1 năm 1955) là Thượng tướng Quân Giải phóng Nhân dân Trung Quốc (PLA). Ông là Ủy viên Ủy ban Trung ương Đảng Cộng sản Trung Quốc khóa XIX, nguyên là Chính ủy Lực lượng Tên lửa Quân Giải phóng Nhân dân Trung Quốc.
Vương Gia Thắng nguyên là Chính ủy Quân đoàn Pháo binh số 2 từ năm 2014 đến năm 2015. Tháng 12 năm 2015, Trung Quốc cải tổ quân đội, Lực lượng Tên lửa PLA được thành lập thay thế Quân đoàn Pháo binh số 2 (SAC), ông tiếp tục đảm nhiệm vị trí Chính ủy Lực lượng Tên lửa PLA.

## Tiểu sử
Vương Gia Thắng sinh tháng 1 năm 1955 tại Liêu Dương, tỉnh Liêu Ninh.
Tháng 9 năm 1984, Vương Gia Thắng nhập ngũ, học chuyên ngành kỹ thuật điện tử tại Đại học Quốc gia về Công nghệ Quốc phòng. Vương Gia Thắng công tác lâu năm tại Tổng cục Trang bị PLA, kinh qua các chức vụ Phó Chủ nhiệm Chính trị Tổng cục Trang bị PLA và Chính ủy Căn cứ Huấn luyện thí nghiệm 27.
Tháng 1 năm 2009, Vương Gia Thắng được bổ nhiệm làm Chủ nhiệm Chính trị Tổng cục Trang bị PLA. Tháng 12 năm 2011, ông được bổ nhiệm giữ chức Phó Chính ủy Tổng cục Trang bị PLA kiêm Phó Bí thư Ủy ban Kiểm tra Kỷ luật Quân ủy Trung ương. Ngày 14 tháng 11 năm 2012, tại phiên bế mạc của Đại hội Đảng Cộng sản Trung Quốc lần thứ 18, Vương Gia Thắng được bầu làm Ủy viên Ủy ban Kiểm tra Kỷ luật Trung ương. Tháng 7 năm 2013, Vương Gia Thắng được thăng quân hàm Trung tướng.
Tháng 12 năm 2014, Vương Gia Thắng được bổ nhiệm giữ chức vụ Chính ủy Quân đoàn Pháo binh số 2 thuộc PLA, kế nhiệm Trương Hải Dương.
Ngày 31 tháng 12 năm 2015, tại Đại lầu Bát Nhất, Chủ tịch Quân ủy Trung ương Tập Cận Bình tuyên bố thành lập Lực lượng Tên lửa nhằm thay thế Quân đoàn Pháo binh số 2 (SAC) trong nhiệm vụ kiểm soát các kho vũ khí hạt nhân. Vương Gia Thắng được bổ nhiệm làm Chính ủy đầu tiên Lực lượng Tên lửa Quân Giải phóng Nhân dân Trung Quốc.
Ngày 28 tháng 7 năm 2017, Vương Gia Thắng được thăng quân hàm Thượng tướng. Ngày 24 tháng 10 năm 2017, tại Đại hội Đảng Cộng sản Trung Quốc lần thứ XIX, ông được bầu làm Ủy viên Ban Chấp hành Trung ương Đảng Cộng sản Trung Quốc khóa XIX.